# Paradacerla
Paradacerla är ett släkte av insekter. Paradacerla ingår i familjen ängsskinnbaggar.
Kladogram enligt Catalogue of Life:
| Paradacerla | \| \| Paradacerla downesi \| \| \| \| \| \| Paradacerla formicina \| \| \| \| |
|             | \| \| Paradacerla downesi \| \| \| \| \| \| Paradacerla formicina \| \| \| \| |
|             | Paradacerla downesi                                                           |
|             |                                                                               |
|             | Paradacerla formicina                                                         |
|             |                                                                               |